# Château de la Combe (Saint-Germain-au-Mont-d'Or)
Pour les articles homonymes, voir Château de la Combe.
 (décembre 2024).
Si vous disposez d'ouvrages ou d'articles de référence ou si vous connaissez des sites web de qualité traitant du thème abordé ici, merci de compléter l'article en donnant les références utiles à sa vérifiabilité et en les liant à la section « Notes et références ».
Le château de la Combe, parfois appelé château de Quinsonas, est situé à Saint-Germain-au-Mont-d'Or au nord du département du Rhône, sur la rive droite de la Saône.

## Description
Le château dont la configuration actuelle date de la seconde moitié du XIXe siècle, se compose d'un corps de logis de forme rectangulaire cantonné de quatre tours rondes de faible diamètre percées de fenêtres sur quatre niveaux et englobant une haute tour de forme carrée. Les façades comprennent un avant-corps central en légère saillie d'une travée de quatre niveaux et, de part et d'autre, deux travée de trois niveaux. Au second niveau des pignons, on remarque une galerie composée de cinq arcades.
Le château est une propriété privée. Il ne se visite pas.

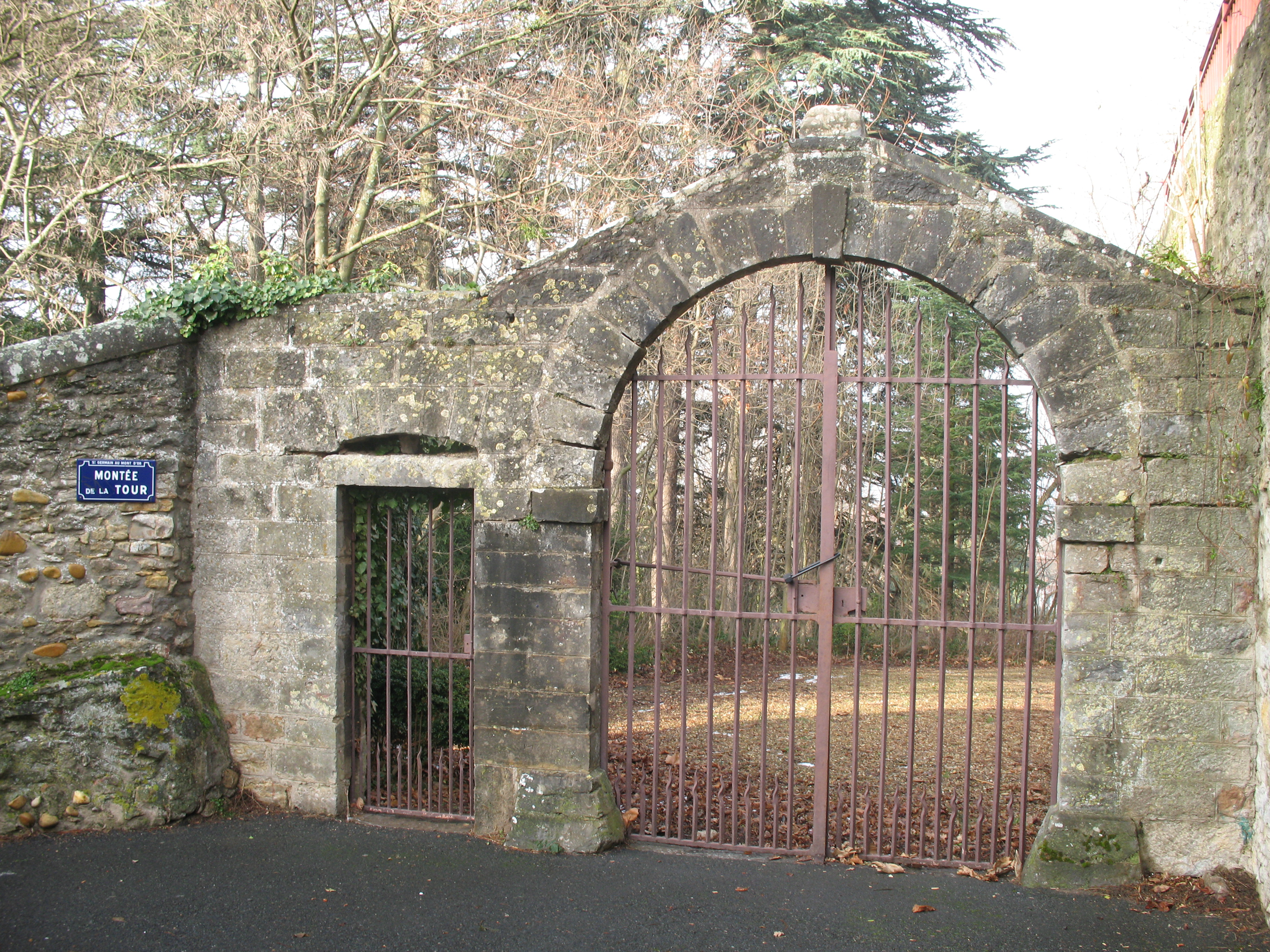
Une entrée du château
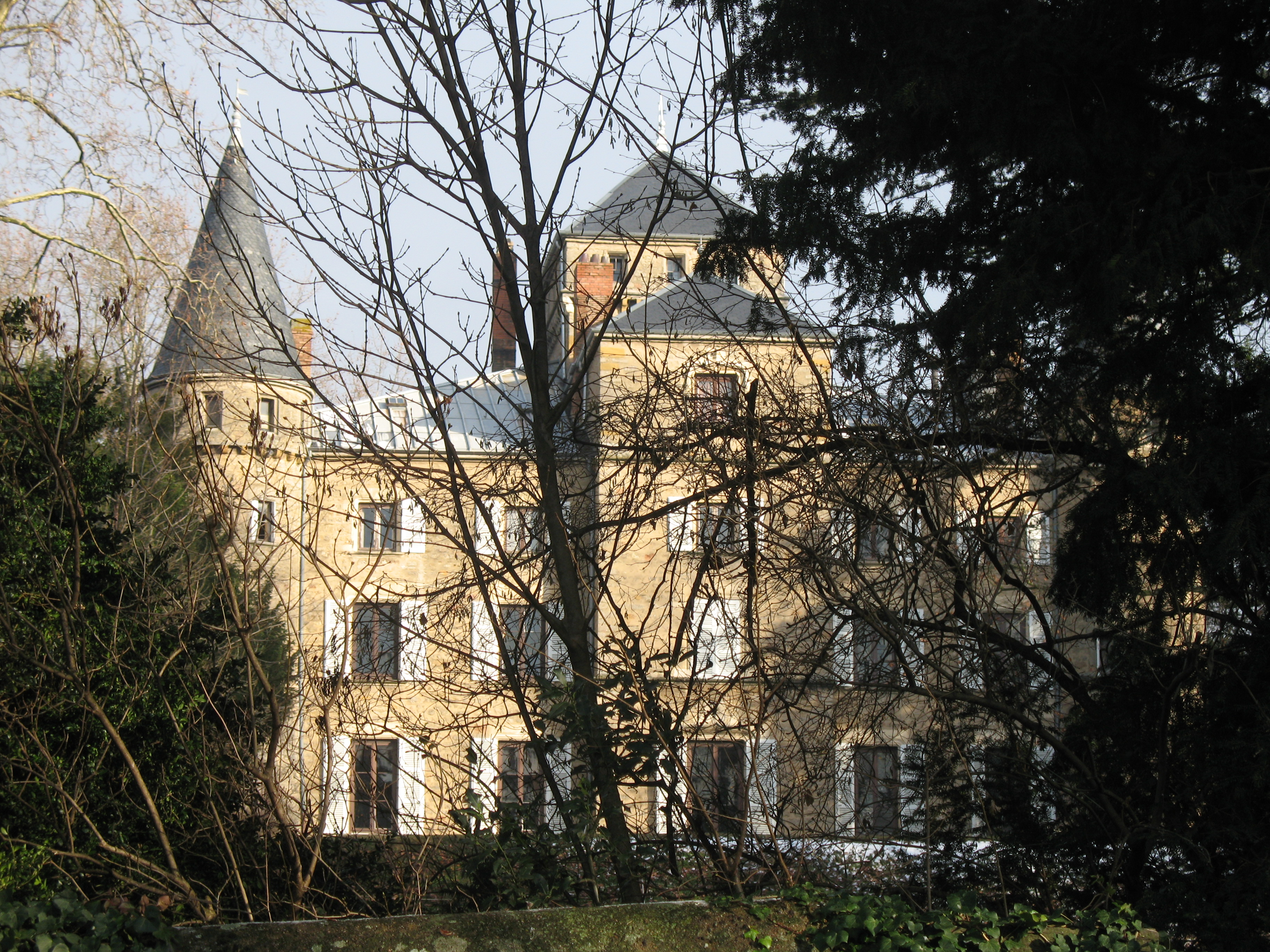
Façade ouest
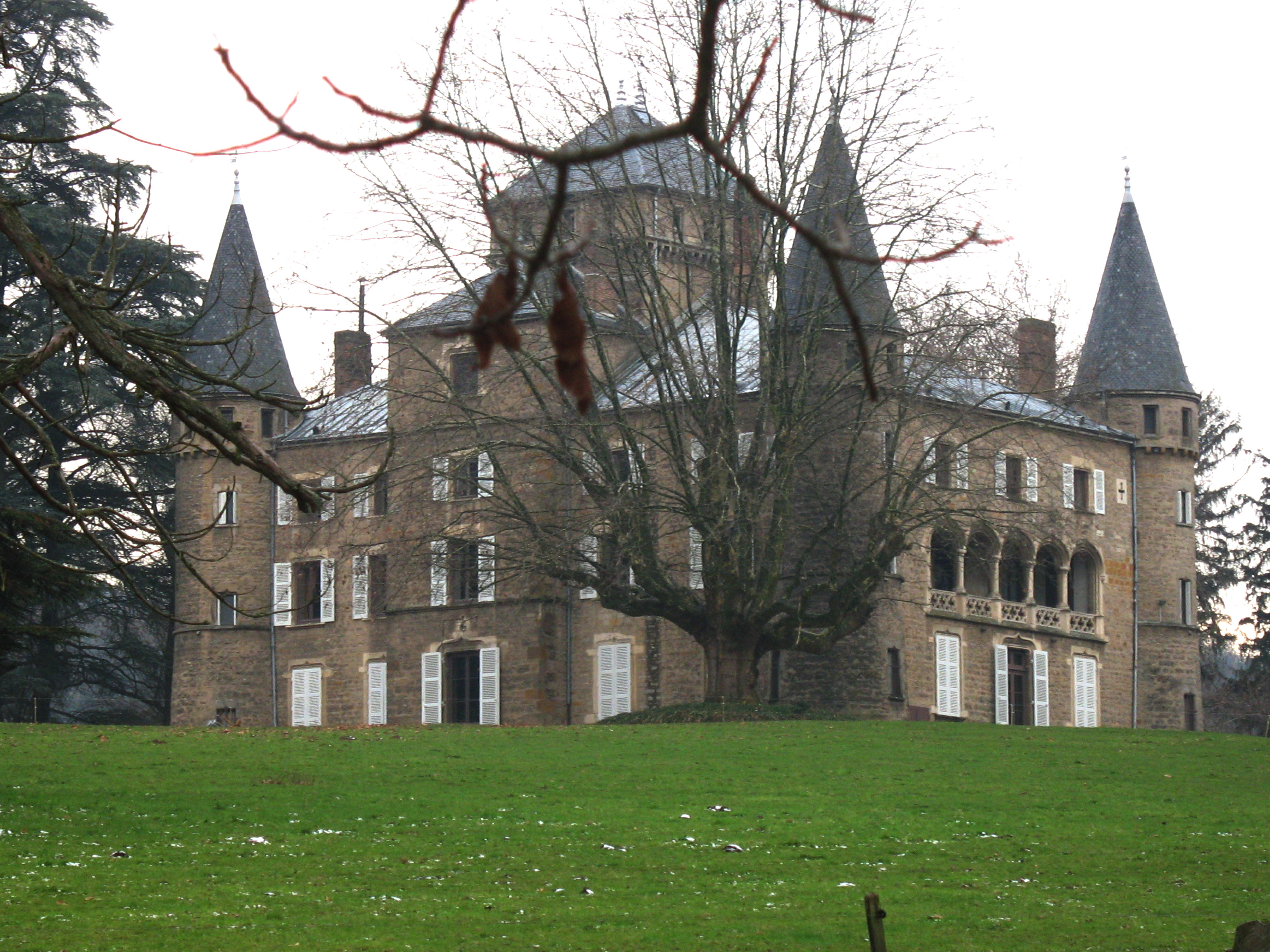

## Historique
Villars (de)
- au Moyen Âge, les terres appartiennent aux sieurs de Villars.

Bonyn
- En 1463, Antoine, seigneur de Servières, conseiller du roi et contrôleur général des finances à la recette générale de Lyon, acquiert la grange de la Combe ; il avait épousé Humberte Faure ;
- Philiberte, fille et héritière des précédents.

Grollier de Servières (famille originaire de Vérone)
- Antoine (1545 – 1610), marié en 1566 à la précédente, hérite du bien à sa mort ; en 1581, il épouse en secondes noces Marie Camus dont il aura douze enfants ; partisan de Henri de Navarre, il est enfermé à Pierre-Scize en 1589 mais réussit à s’en échapper à l’aide de cordons de soie ;
- Nicolas (1593 – 1689), fils des précédents, épouse en 1640 Catherine de Fenouil ; il perd un œil au siège de Verceil ; Louis XIV visite le cabinet de curiosités composé de machines de son invention ; il choisit comme épitaphe : « Ci-gît qui a vécu longtemps parce qu’il ne connut ni procès ni médecin. »

Baraillon
- En 1618, Aymé (- 1638) s’approprie la maison forte ;
- vers 1690, Gaspard, chevalier, seigneur de La Combe, fils du précédent est prévôt des marchands de Lyon en 1689 ;

Pourroy de l’Aubérivière de Quinsonas
- Adolphe Édouard Henri (1774 – 1850) épouse en 1805 Émilie Nathalie de Virieu ;
- Émilien (1829 – 1899) épouse en 1852 Caroline de Jessé-Levas ;
- Laurence (1863 – 1944), fille des précédents.

Dalmas
- Raymond (vers 1857 -) épouse la précédente ;
- Suzanne Germaine (1890 – 1983), fille des précédents.

## Armoiries
- armoire bleu d’azur à trois besants d’or surmontés chacun d’une étoile d’argent ;
- Baraillon de la Combe : d’argent au lion de gueules à la bande d’or brochant sur le tout ;
- Pourroy de l’Aubérivière de Quinsonas : d’or à trois pals de gueules au chef d’azur chargé de trois molettes d’éperon d’argent ;
- Dalmas : d'azur, au chevron d'or, accompagné de trois étoiles de même ;
- daugme de platine sur son blou de crano : de gueules à la fasce d'argent accompagné de deux losanges d'or, 1 en chef et 1 en pointe.